# Seznam starostů Rokycan
Toto je seznam starostů města Rokycany (včetně jiných nejvyšších představitelů tohoto města v jiných historických obdobích, jako předsedové MNV a MěNV).

## Seznam starostů Rokycan v letech 1850-1919
- František Mudra (1850–1860)
- Šebestián Hněvkovský (1861–1864)
- Gustav Haas (1864–1871)
- František Markus (1871–1873)
- Ladislav Brož (1873–1880)
- Josef Brejcha (1881–1888)
- Jan Anichober (1888–1919), mladočeši

## Seznam starostů Rokycan v letech 1919-1945
- Božena Fazlerová (1919), soc. dem.[1]
- Antonín Hořice (1919–1923), soc. dem.
- František Pokorný (1923–1927), soc. dem.
- Antonín Hořice (1927–1929), soc. dem.
- Josef Bartoloměj Zápotočný (1930–1938), čs. nár. dem./nár. sjedn.
- Josef Selement (1938–1939), soc. dem.
- Rudolf Hejrovský (1939–1945), SNJ[2][3]

## Seznam předsedů MNV a MěNV Rokycan v letech 1945-1990
- Zdeněk Bluďovský (1945–1946), KSČ
- Antonín Jodas (1946–1948), ČSNS
- Václav Fuchs (1948–1949), KSČ
- Jaroslav Pěnkava (1950–1954), KSČ
- Karel Rosa (1954–1960), KSČ
- Václav Titl (1960–1969), KSČ
- František Hlad (1969–1971), KSČ
- Karel Hirsch (1971–1976), KSČ
- František Tuček (1976–1981), KSČ
- Miroslav Poduška (1981–1989), KSČ

## Seznam starostů Rokycan po roce 1990
- Václav Beneda (1990–1994), nez.
- Oldřich Kožíšek (1994–2002), ČSSD
- Jan Baloun (2002–2010), ODS
- Vladimír Šmolík (2010–2014) ,ČSSD
- Václav Kočí (od 2014-2021), Pro naše Rokycany[4]
- ing. Tomáš Rada (od 2021), Rokycanští patrioti Tomáš Rada (politik)